# Arnold Koller
Arnold Koller (San Galo, 29 de agosto de 1933), es un jurista y político suizo, miembro del Partido Demócrata Cristiano (PDC). Fue Consejero Federal de 1987 a 1999 y Presidente de la Confederación en 1990 y 1997.

## Biografía
Estudió Economía en la Universidad de San Galo y se licenció en 1957. Posteriormente cursó estudios de Derecho en la Universidad de Friburgo, donde se licenció en 1959 y en 1960 se colegió como abogado en Appenzell Rodas Interiores. En 1966 se doctoró en Derecho. En 1971 y 1972 complementó su formación en la Universidad de California en Berkeley. En 1972 asumió el cargo de profesor asociado y en 1980 de profesor titular de Derecho mercantil y económico europeo e internacional en la Universidad de San Galo, que de 1973 a 1983 compatibilizó con el de Presidente del Tribunal Cantonal de Appenzell.
En 1987 fue nombrado ciudadano honorario de Gossau. Está casado con Erica Koller (de soltera Brander) y tiene dos hijos. En el ejército suizo alcanzó el grado de teniente coronel del Estado Mayor.

## Carrera política

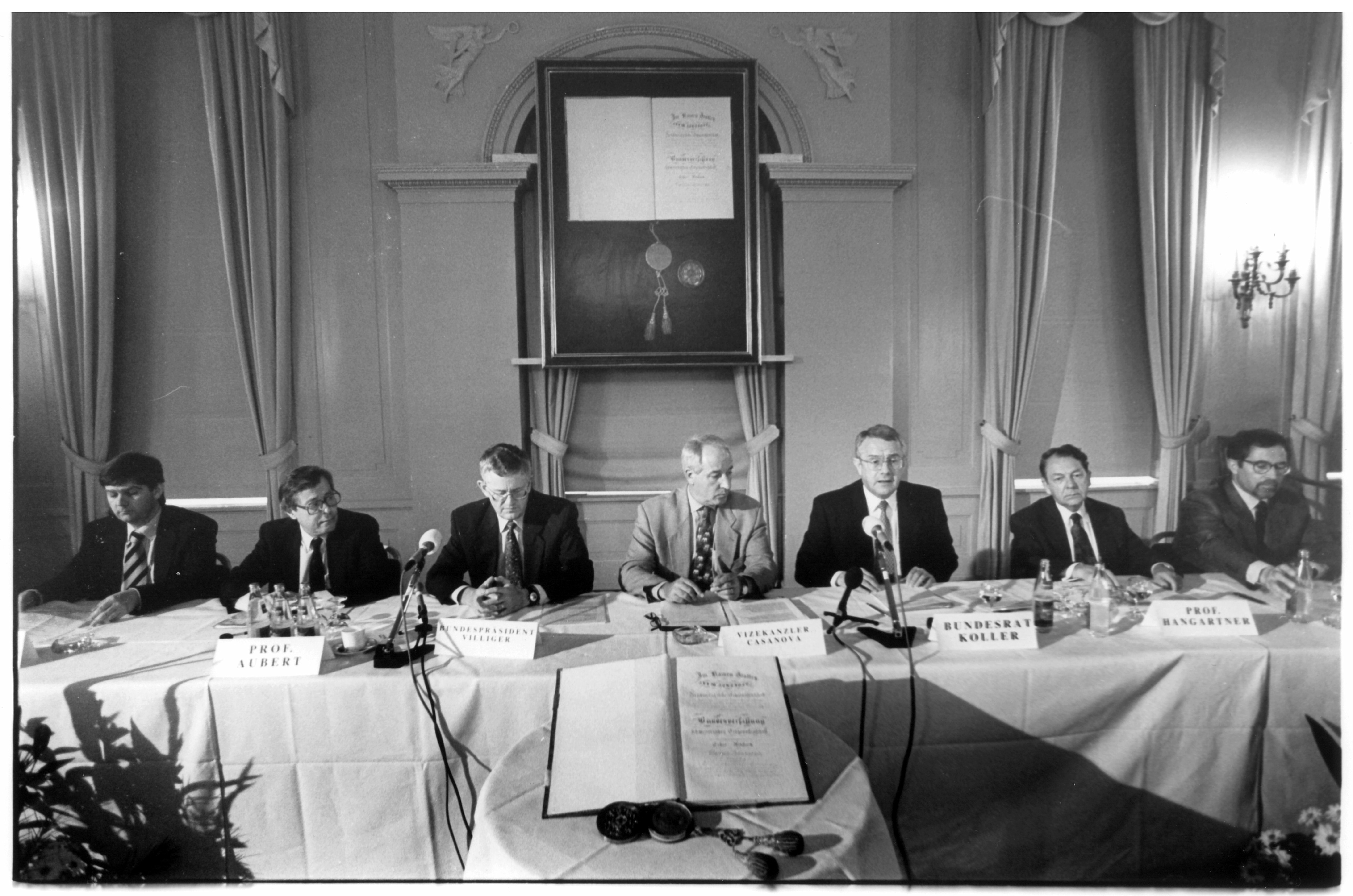
El Consejero Federal Koller (3º por la derecha) en una conferencia de prensa sobre la revisión total de la Constitución Federal (1995)

Koller fue miembro del Consejo Nacional de 1971 a 1986. En 1980 presidió el grupo parlamentario del PDC, y en la legislatura 1984/85 fue presidente del Consejo Nacional.
Fue elegido miembro del Consejo Federal el 10 de diciembre de 1986 por el cantón de Appenzell Rodas Interiores. Durante su carrera política, dirigió los siguientes departamentos:
- Departamento Militar Federal (1987-1988);
- Departamento Federal de Justicia y Policía (1989);
- Departamento Militar Federal (1989);
- Departamento Federal de Justicia y Policía (1990-1999).

Durante el mandato de Koller al frente del Departamento Militar, el ejército suizo participó en numerosas misiones de paz, como en Chipre, Líbano, Oriente Medio y Namibia.
En el Departamento Federal de Justicia y Policía implementó medidas relativas a la política de refugiados, la lucha contra el crimen organizado, el blanqueo de capitales y la reorganización del Ministerio Público. También dio su nombre a la "Ley Koller" de 1997, que limitaba la adquisición de bienes inmuebles por parte de ciudadanos extranjeros. Contribuyó al ambicioso proyecto de revisión total de la Constitución Federal, que fue aprobado el 18 de abril de 1999.
Asimismo, fue Presidente de la Confederación Suiza en 1990 y 1997. Dimitió de su cargo en el Consejo Federal el 30 de abril de 1999.